# Duitstalige Gemeenschapsverkiezingen 2014/Kandidatenlijst/ProDG
Dit is de kandidatenlijst van ProDG voor de Duitstalige Gemeenschapsraadverkiezingen van 2014. De verkozenen staan vetgedrukt.

## Effectieven
1. Oliver Paasch
2. Lydia Klinkenberg
3. Harald Mollers
4. Petra Schmitz
5. Friedhelm Wirtz
6. Wolfgang Reuter
7. Liesa Scholzen
8. Serge Heinen
9. Markus Hendrich
10. Daniel Hilligsmann
11. Celestine Lenz
12. Karl-Heinz Marquet
13. Alfons Velz
14. Ingrid Hahn
15. Sarah Heck
16. Inge Schommer
17. Karin Messerich
18. Helga Ramakers
19. Anne Schröder
20. Jessica Demonthy
21. Nathalie Piront
22. Steven Gass
23. José Grommes
24. Rainer Lentz
25. Freddy Cremer